# Theodore Schultz
Theodore William Schultz (Arlington, 30 april 1902 – Evanston, 26 februari 1998) was een Amerikaans econoom. In 1979 won hij samen met William Arthur Lewis de prijs van de Zweedse Rijksbank voor economie.

## Biografie
Schultz studeerde landbouw aan de South Dakota State College. Deze studie rondde hij in 1927 af. Daarna ging hij studeren aan de Universiteit van Wisconsin-Madison, waar hij in 1930 zijn doctoraat in economie haalde.
Schultz gaf van 1930 tot 1943 les aan de Iowa State College. Daarna vertrok hij naar de Universiteit van Chicago.
Schultz won de prijs van de Zweedse Rijksbank voor zijn werk op het gebied van ontwikkelingseconomie, en dan met name landbouweconomie. Hij bestudeerde de rol van landbouw binnen de economie. Zijn werk was in zowel de westerse wereld als ontwikkelingslanden van invloed op het industrialisatiebeleid.
Schultz onderzocht tevens hoe Duitsland en Japan zich na de Tweede Wereldoorlog zo snel herstelden van de wereldwijde vernielingen en chaos, in tegenstelling tot bijvoorbeeld het Verenigd Koninkrijk. Zijn conclusie was dat dit kwam door de gezonde en goed opgeleide bevolking in die landen. Een van zijn grootste bijdragen was de menselijk kapitaal-theorie. 

### Geschreven
- Redirecting Farm Policy, New York: Macmillan Company, 1943
- Agriculture in an Unstable Economy, New York: McGraw-Hill, 1945
- The Economic Organization of Agriculture, McGraw-Hill, 1953
- The Economic Value of Education, New York: Columbia University Press, 1963
- Transforming Traditional Agriculture, New Haven: Yale University Press, 1964
- Economic Growth and Agriculture, New York: MacGraw-Hill, 1968
- Investment in Human Capital: The Role of Education and of Research, New York: Free Press, 1971
- Human Resources (Human Capital: Policy Issues and Research Opportunities), New York: National Bureau of Economic Research, 1972

### Redacteur
- Food for the World, Chicago: University of Chicago Press, 1945
- Investment in Human Beings, Chicago: University of Chicago Press, 1962
- Investment in Education: Equity-Efficiency Quandary, Chicago: University of Chicago Press, 1972
- New Economic Approaches to Fertility, Chicago: University of Chicago Press, 1973
- Economics of the Family: Marriage, Children, and Human Capital, Chicago: University of Chicago Press, 1974